# اچ‌دی ۹۲۸۴۵
اچ‌دی ۹۲۸۴۵ یک ستاره است که در صورت فلکی تلمبه قرار دارد.